# シルヴァン・カンブルラン
シルヴァン・カンブルラン（Sylvain Cambreling, 1948年7月2日 - ）は、フランスの指揮者。

## 人物・来歴
1948年、アミアンの生まれ。パリ国立高等音楽院でトロンボーンを専攻し、当初はトロンボーン奏者としてリヨン国立管弦楽団などで活動する。1975年に同楽団で指揮者としてデビューし、ブザンソン指揮者コンクールで第1位を受賞する。1981年にベルギー王立歌劇場の音楽総監督に就任し、総裁のジェラール・モルティエと共に様々な演出家を起用してオペラの上演を行った。アンサンブル・アンテルコンタンポランにもたびたび客演し、現代音楽も得意としている。
その後、フランクフルト歌劇場の音楽総監督を務めたが、財政難（自己資金まで使ってポスターを作って貼った）で辞任する。また、バーデン＝バーデン・フライブルクSWR交響楽団（旧南西ドイツ放送交響楽団）の首席指揮者となり、ドナウエッシンゲンなどで現代音楽を頻繁に取り上げる一方、モルティエに呼ばれてルール・トリエンナーレやオペラ・バスティーユにもたびたび客演している。
2010年4月から2019年3月まで読売日本交響楽団の常任指揮者（2019年4月から同桂冠指揮者）、2012年からシュトゥットガルト州立歌劇場の音楽総監督を務める。